# Lubomír Vítek
Lubomír Vítek (* 6. července 1955) je český politik a vodohospodář, v letech 2014 až 2018 starosta města Nejdek na Karlovarsku, člen Strany zelených.

## Život
Má ukončené vysokoškolské vzdělání, v politice se pohybuje od roku 1989. Před nástupem na radnici pracoval 33 let jako vodohospodář.
Lubomír Vítek žije od roku 1981 ve městě Nejdek na Karlovarsku.

## Politické působení
Do Strany zelených vstoupil již v roce 1990, později z ní ale vystoupil a aktivním členem se stal opět v roce 2010. Ve straně zastává pozici předsedy SZ v Karlovarském kraji.
V komunálních volbách v roce 1998 byl zvolen zastupitelem města Nejdek na Karlovarsku, když vedl jako člen Unie svobody kandidátku této strany. Následně se stal místostarostou města. Také ve volbách v roce 2002 vedl kandidátku US-DEU, ale post zastupitele města nejprve neobhájil. Vzhledem k rezignaci svého kolegy se však zastupitelem města stal a byl také zvolen radním. Ve volbách v roce 2006 se pokoušel o znovuzvolení, když jako nestraník vedl kandidátku Balbínovy poetické strany (BPS), ale neuspěl. Podařilo se mu to až ve volbách v roce 2010, když se vrátil do SZ a vedl její kandidátku. Rovněž ve volbách v roce 2014 vedl kandidátku SZ, obhájil post zastupitele a dne 12. listopadu 2014 byl zvolen starostou města. Na podzim 2015 se sice rozpadla městská koalice, ale k výměně starosty nedošlo. Ve volbách v roce 2018 kandidoval ze třetího místa za Stranu zelených, svůj mandát zastupitele udržel. 5. listopadu 2018 se stal radním města, pozici starosty však neobhájil.
V krajských volbách v roce 2000 kandidoval jako člen Unie svobody za Čtyřkoalici (tj. KDU-ČSL, US, DEU a ODA) do Zastupitelstva Karlovarského kraje, ale neuspěl. Krajským zastupitelem se nestal ani po volbách v roce 2012, kdy kandidoval jako člen SZ na kandidátce subjektu "Koalice pro Karlovarský kraj" (tj. KDU-ČSL, SZ a Hnutí O co jim jde?!). V krajských volbách v roce 2016 byl lídrem samostatné kandidátky SZ v Karlovarském kraji, ale neuspěl a do zastupitelstva se nedostal.
Ve volbách do Poslanecké sněmovny PČR v roce 2002 kandidoval v Karlovarském kraji jako člen US-DEU za „Koalici KDU-ČSL, US-DEU“, ale neuspěl. Poslancem se nestal ani ve volbách v roce 2013 na kandidátce SZ. Ve volbách do Poslanecké sněmovny PČR v roce 2017 byl lídrem Zelených v Karlovarském kraji, ale neuspěl.